# Crisaóride

Mapa de algunas de las ciudades griegas de Caria y de algunas islas del Dodecaneso, donde se aprecia la ubicación de Crisaóride, al noreste de Estratonicea.

Crisaóride (en griego, Χρυσαορίς) fue una ciudad antigua de Caria, Asia Menor, que se identifica con Şahinler, un lugar situado al noreste de los restos de Estratonicea, aunque Pausanias indica que Crisaóride era el antiguo nombre de Estratonicea. En tiempos de los seléucidas, Crisaóride fue la sede de la Liga de los crisaoreos, una confederación de ciudades unidas para la defensa mutua y el comercio. La asamblea de la Liga se reunía en esta ciudad, en el templo de Zeus Crisaoreo.